# El Robledo
El Robledo er en by og kommune i det sydlige centrale Spanien i provinsen Ciudad Real. Den har et indbyggertal på 1.049 (2024) indbyggere.